# Вильк, Мариуш
Мариуш Вильк (пол. Mariusz Wilk; род. 19 января 1955, Вроцлав) — обрусевший польский писатель и журналист.

## Биография
Окончил Вроцлавский университет, где изучал польскую филологию.
Стоял у истоков польского движения «Солидарность», став одним из её лидеров, был пресс-секретарём и доверенным лицом Леха Валенсы. Дважды сидел в тюрьме по политическим причинам. Разочаровавшись в результатах деятельности лидеров «Солидарности», покинул Польшу и вылетел в Германию, в квартиру давней знакомой Маши Паарскен, работавшей пресс-секретарем Ю. Любимова в период его пребывания за границей. Затем, последовав её совету, выехал в США и несколько лет читал лекции по журналистике в американском университете. В эмиграции Вильк решил продолжить польскую тему: написать книгу о Гданьске. Однако эти планы Вилька по подготовке книги о гданьских событиях встретили возражение со стороны американского издателя, профессора Мандельбаума, который ответил:

Послушайте, после краха Берлинской стены все это никого больше не интересует. Хотите совет? Поезжайте в Россию. У вас всегда будет кусок хлеба. Ибо эта страна всегда будет нас интересовать. 
Вильк переехал в Россию, где вначале отправился на место вильнюсских событий 1991 года, затем стал очевидцем московского путча и пика первой Абхазской войны, ездил по всей стране, по городам и республикам разваливающегося СССР. В 1995 году Мариуш Вильк стал аккредитованным корреспондентом при МИДе России и сначала публиковался в парижском журнале «Культура», а после смерти его главного редактора Ежи Гедройца, когда журнал был закрыт, — в литературном приложении к газете «Жечпосполита». Работая корреспондентом на Абхазской войне, Вильк стал невольным свидетелем события, после которого прекратил профессиональную газетную работу. Грузинские наемники, отдыхая на сухумском пляже, заметили двух туристов, едва успевших выбраться из зоны конфликта. Это были парень и девушка. Наемники изнасиловали девушку, а над парнем вначале поиздевались, потом убили, сняв с него скальп. Пытаясь справиться с охватившими его переживаниями, Вильк отправился на Соловецкие острова, где первоначально планировал провести пару дней, но после встречи и разговора с соловецким отцом Германом, тронутый его словами «Бродить по миру, не выходя из своей кельи», принял решение остаться. Первые четыре года ничего не писал, читал отцов Церкви, постился. Прожив на Соловках девять лет, Вильк переселился в Заонежье, в деревню Кондобережскую Медвежьегорского района Республики Карелия, где сейчас живёт вместе с женой Натальей (уроженкой Петрозаводска) и маленькой дочкой Мартой в купленном им старинном (1913 года постройки) деревянном доме. За время пребывания в России Мариуш основательно изучил русский язык, начиная с древних славянских летописей и кончая говорами.

## Творчество
Называет себя русским писателем, пишущим по-польски. Центральное место в творчестве Вилька занимает тема Русского Севера, которую писатель освещает в жанре дневника.

## Награды
- Орден Возрождения Польши — Офицерский крест (2006)[19]
- Крест Свободы и Солидарности (2021)[20]

## Переводы на русский язык
- Лопинский М.[пол.], Москит М.[пол.], Вильк М. Нелегалы (Конспира) = Konspira. Rzecz o podziemnej "Solidarności" / Пер. с польск. Н.Горбаневской и Л.Шатунова. — London: Overseas Publications Interchange Ltd, 1987. — 268 с. — (Польская библиотека). — ISBN 0-903868-79-2.
- Дом над Онего = Dom nad Oniego / Перевод с польского и примечания Ирины Евгеньевны Адельгейм. — СПб.: ИД Ивана Лимбаха, 2012. — 256 с. — 2000 экз. — ISBN 978-5-89059-182-1.
- Путём дикого гуся / Перевод с польского И. Адельгейм. — СПб.: ИД Ивана Лимбаха, 2014. — 248 с.